# Bashford Dean
Pour les articles homonymes, voir Dean.
Bashford Dean, (1867-1928) est un zoologiste américain, spécialiste en ichtyologie et connaisseur expert en armures médiévales.

## Biographie
Il enseigne la zoologie à l'université Columbia. Il est un des principaux créateurs du département des armes et des armures dans les musées américains. Il initie complètement la pratique de collection d'armes. Grâce à de nombreuses acquisitions, il construit la collection nationale américaine. 
Il est l'auteur de Bibliography of Fishes (1916–23).

## Publications
- (en) Bashford Dean, « A visit to the Japanese Zoological Station at Misaki », Popular Science Monthly,‎ juillet 1904, p. 195–204 (ISSN 0161-7370, lire sur Wikisource).